# يوهان كازيمير إهرنروت
يوهان كازيمير إهرنروت (Johan Casimir Ehrnrooth؛ ناستولا، 26 نوفمبر 1833 - هلسنكي، 15 فبراير 1913) عسكري فنلندي ناطقة بالسويدية في خدمة الإمبراطورية الروسية ، تولى أيضاً منصب رئيس وزراء بلغاريا.
ولد إهرنروت لعائلة نبيلة ثرية في قصر سيستا بناستولا بإقليم بايات هامي الفنلندي . تخرج في عام 1856 من الأكاديمية العسكرية الإمبراطورية بسانت بطرسبرغ و انخرط في صفوف الجيش الامبراطوري الروسي.
برز اسم إهرنروت أولا بقيامه بدور قيادي في قمع مقاومة الإمام شامل و الآفار في عام 1859. واصل إهرنروت الرائد في الجيش الروسي آنذاك ترقيه بين الرتب في الحملات ضد المتمردين البولنديين و القتال لإخراج العثمانيين من بلغاريا. بعد استقلال بلغاريا اختارت روسيا إهرنروت لرعاية مصالح 
ألكسندر أمير بلغاريا ، فصار وزير للحرب في الحكومة المستقلة حديثا. أصبح إهرنروت رجل الحكومة القوي ، و رئيس الوزراء في 9 مايو 1881 في حين أنهى ألكسندر خططه لتولي السيطرة الكاملة على البلاد. أصبح إهرنروت أقوى مؤيدي ألكسندر في هذه الفترة ، رغم اضطره إلى مغادرة بلغاريا بتعثر التجربة.
بعد عودته إلى روسيا أصبح إهرنروت وزيراً أميناً للدولة لشؤون فنلندا ، رغم أن العمل المنطوي على نحو يدفع باتجاه الترويس لم تتناسب مع الفنلندي. تقاعد في العقد الأخير من القرن التاسع عشر و توفي إثر سكتة دماغية في هلسنكي بسن ال 79. رغم موته دون أبناء فكلا: عقيد الحرب العالمية الثانية الفنلندي و الجنرال لاحقاً أدولف إهرنروت ، و الرئيس السابق لشركتي نوكيا و يو بي إم إهرنروت كاسيمير هما من خط عائلته.